# سييرا إنترتينمنت
{{بطاقة شركة
| اسم الشركة بالعربية = سييرا إنترتينمنت
| علامة_الشركة = Sierra former logo.svg
| نوع_الشركة = شركة تابعة
| الصناعة = صناعة الترفيه
| تاريخ_التأسيس = 1979
| المؤسس = كين ويليامز
روبرتا ويليامز
| المقر_الرئيسي = فريسنو ، كاليفورنيا
| location_country = الولايات المتحدة
| مناطق_الخدمة = 
| أهم_الشخصيات = ديفيد أوكسفورد (المدير التنفيذي ونائب الرئيس الخاص)
كورت نيديرلوه (نائب الرئيس)
سكوت براندي (نائب الرئيس ومنتج)
دينيفر ميرابيلي (نائب الرئيس ومسوق المنتجات)
 مونيكا هال(مكتب المدير)
| المنتجات = إنتاج ألعاب الفيديو
| العائدات = 
| الدخل_التشغيلي = 
| الأرباح =
| المالك =
| عدد_الموظفين = 
| الشركة_الأم = أكتفجن
| الموقع_الإلكتروني = الموقع الرسمي

سييرانترتننميت (بالإنجليزية: Sierra Entertainment)‏ وتنطق بالاختصار سيّرا، وكانت الاسم السابق يسمى "سييرا أون-لاين، (بالإنجليزية:Sierra On-Line) وهي شركة برمجيات أمريكية ، وتهتم في الأغلب لإنتاج وتطوير ألعاب الفيديو، يقع مقرها الرئيسي في لوس أنجيليس بالولايات المتحدة الأمريكية، تأسست سنة 1979 ، وأعلنت انحلالها سنة 2009م.

## وصلات خارجية
- سييرا إنترتينمنت على موقع الموسوعة البريطانية (الإنجليزية)
- سييرا إنترتينمنت على موقع ميوزك برينز (الإنجليزية)
- الموقع الرسمي
 (أرشيف)
- SCIprogramming.com - Community using Sierra's AGI and SCI technology to create adventure games
- SierraGamers - Official Website